# Laurent Sciarra
Laurent Michel Sciarra (* 8. August 1973 in Nizza) ist ein ehemaliger französischer Basketballspieler.

## Laufbahn

### Spieler
Der 1,95 Meter große Spielmacher, zu dessen Stärken das Passspiel gehörte, lief in seiner Heimatstadt für Cantera Gazelec Nizza und ASPTT Nizza auf. Ab 1991 spielte er in Frankreichs höchster Liga bei Hyères Toulon Var Basket. Dort blieb er bis 1993. Es folgten vier Jahre bei PSG Racing (1993 bis 1997). 1997 wurde er mit den Hauptstädtern Landesmeister.
1997 machte er einen kurzen Abstecher nach Spanien zu CB Ciudad De Huelva, im November 1997 verließ er Spanien und schloss sich dem italienischen Spitzenklub Benetton Treviso an. Dort blieb Sciarra Ergänzungsspieler (24 Spiele, 3,2 Punkte/Einsatz). Im Europapokal der Landesmeister stand er mit Treviso im Halbfinale, verlor jedoch gegen AEK Athen, im Spiel um den dritten Platz setzte man sich gegen KK Partizan Belgrad durch.
Von 1998 bis 2000 spielte er wieder in Paris und ging dann zur Saison 2000/01 zum Ligakonkurrenten ASVEL Lyon-Villeurbanne. Sciarra zog es erneut ins Ausland, 2001/02 stand er bei Panionios Athen in Griechenland unter Vertrag.
Nach seinem Jahr in Athen war Sciarra abermals in Paris als Spieler tätig (2002 bis 2004). In der Saison 2003/04 bereitete er je Spiel im Schnitt 9,7 Korberfolge seiner Nebenmänner vor, das war der Höchstwert in seinen Jahren in der französischen Liga. Danach spielte er in Gravelines (2004/05) und wurde nach der Saison als bester französischer Spieler der Liga ausgezeichnet. Sciarra setzte seine Karriere in Dijon (2005 bis 2008) fort, spielte danach ebenfalls in der höchsten Liga Frankreichs in Orléans (2008 bis 2010) und Pau-Orthez (2010/11).
Neben dem Gewinn des Meistertitels 1997 errang Sciarra in Frankreich mit seinen jeweiligen Mannschaften 2001, 2005, 2006 und 2010 den Pokalsieg.

#### Nationalmannschaft
Sciarra wurde 1992 an der Seite von Tariq Abdul-Wahad und Laurent Foirest Junioreneuropameister und 1993 U21-Vizeweltmeister.
Er gewann mit Frankreichs Nationalmannschaft Silber bei den Olympischen Sommerspielen 2000, mit 11,3 Punkten je Begegnung war er im Turnierverlauf zweitbester französischer Korbschütze. Er gehörte ebenfalls zu Frankreichs Aufgebot während der Europameisterschaften 1997, 1999 und 2001. Zwischen 1995 und 2003 bestritt er 113 Länderspiele.

### Trainer
In der Saison 2011/12 betreute Sciarra den Zweitligisten JA Vichy, von 2012 bis 2014 in derselben Spielklasse SPO Rouen und 2016/17 (bis Februar 2017) ALM Évreux. 2021 kehrte er als Trainer des Viertligisten Hyères-Toulon ins Basketballgeschäft zurück. 2022 führte er die Mannschaft zum Gewinn des Meistertitels in der Spielklasse Nationale 2 und beendete seine Tätigkeit wenige Tage später, weil er bei dem Verein die nötigen Bedingungen für die Teilnahme an der dritthöchsten Liga Frankreichs als nicht gegeben ansah.

## Sonstiges
Sciarra arbeitete kurz als Basketballkommentator für den Sender Eurosport, im Herbst 2024 nahm er die gleiche Tätigkeit für TV Monaco auf.